# 6522 Асі
6522 Асі (1991 NQ, 1990 BH4, 6522 Aci) — астероїд головного поясу, відкритий 9 липня 1991 року.
Тіссеранів параметр щодо Юпітера — 3,411.